# Campeonato Europeu de Beisebol de 1983
O Campeonato Europeu de Beisebol de 1983 foi a 18º edição do principal torneio entre seleções nacionais de beisebol da Europa. A campeã foi a Seleção Italiana de Beisebol, que conquistou seu 5º título na história da competição. O torneio foi sediado na Itália.